# Ivan Dimitrov
Ivan Dimitrov (bulharskou cyrilicí Иван Димитров) (14. května 1935, Sofie - 1.ledna 2019, Sofie) byl bulharský fotbalista, obránce. 

## Fotbalová kariéra
V bulharské lize hrál za Lokomotiv Sofia, Spartak Sofia, Levski-Spartak Sofia a Akademik Sofia. S Lokomotiv Sofia získal v roce 1964 mistrovský titul a se Spartakem Sofia v roce 1968 vítězství v bulharském fotbalovém poháru. V Poháru mistrů evropských zemí nastoupil ve 4 utkáních. Za bulharskou reprezentaci nastoupil v letech 1957–1970 v 72 utkáních a dal 1 gól. Byl členem bulharské reprezentace na Mistrovství světa ve fotbale 1962, nastoupil ve všech 3 utkáních. Byl členem bulharské reprezentace na Mistrovství světa ve fotbale 1970, nastoupil ve 2 utkáních. Byl členem bulharské reprezentace na LOH 1960 v Římě, nastoupil ve 2 utkáních.

## Ligová bilance
| Ročník                                | Zápasy | Góly | Klub                 |
| ------------------------------------- | ------ | ---- | -------------------- |
| 1. bulharská fotbalová liga 1955      | -      | -    | Lokomotiv Sofia      |
| 1. bulharská fotbalová liga 1956      | -      | -    | Lokomotiv Sofia      |
| 1. bulharská fotbalová liga 1957      | -      | -    | Lokomotiv Sofia      |
| 1. bulharská fotbalová liga 1958      | -      | -    | Lokomotiv Sofia      |
| 1. bulharská fotbalová liga 1958/1959 | -      | -    | Lokomotiv Sofia      |
| 1. bulharská fotbalová liga 1959/1960 | -      | -    | Lokomotiv Sofia      |
| 1. bulharská fotbalová liga 1960/1961 |        |      | Lokomotiv Sofia      |
| 1. bulharská fotbalová liga 1961/1962 | -      | -    | Lokomotiv Sofia      |
| 1. bulharská fotbalová liga 1962/1963 | -      | -    | Lokomotiv Sofia      |
| 1. bulharská fotbalová liga 1963/1964 | -      | -    | Lokomotiv Sofia      |
| 1. bulharská fotbalová liga 1964/1965 | -      | -    | Lokomotiv Sofia      |
| 1. bulharská fotbalová liga 1965/1966 | -      | -    | Spartak Sofia        |
| 1. bulharská fotbalová liga 1966/1967 | -      | -    | Spartak Sofia        |
| 1. bulharská fotbalová liga 1967/1968 | -      | -    | Spartak Sofia        |
| 1. bulharská fotbalová liga 1968/1969 | -      | -    | Levski-Spartak Sofia |
| 1. bulharská fotbalová liga 1969/1970 | -      | -    | Akademik Sofia       |
| 1. bulharská fotbalová liga 1970/1971 | -      | -    | Akademik Sofia       |
| CELKEM 1. bulharská fotbalová liga    | -      | -    |                      |